# Мироцкое
Миро́цкое (укр. Мироцьке) — село, входит в Киево-Святошинский район Киевской области Украины.

## География
Село занимает площадь 2,547 км². Расположено у реки Орлянки.

## Население
Население по переписи 2001 года составляло 1535 человек.

## Местный совет
Село Мироцкое — административный центр Мироцкого сельского совета.
Адрес местного совета: 08104, Киевская обл., Киево-Святошинский р-н, с. Мироцкое, ул. Совхозная, 1.